# My Way
"My Way" là bài hát được phổ thông nhờ Frank Sinatra. Lời nhạc được viết bởi Paul Anka lấy nhạc từ bài ca tiếng Pháp "Comme d'habitude" soạn vào năm 1967 bởi Claude François và Jacques Revaux. Lời tiếng Anh của Anka không liên hệ tới bản nhạc gốc bằng tiếng Pháp.

## Nội dung
Lời của bản nhạc "My Way" kể chuyện một người đàn ông, khi về già, ngẫm nghĩ về cuộc sống của mình khi cái chết gần kề. Ông ta thỏa mãn với lối sống và cuộc sống của mình, đã không sống luồn cúi, dám nói thẳng thắng những ý nghĩ của mình.